# دیوید اشتورل
دیوید اشتورل (انگلیسی: David Storl؛ زاده ۲۷ ژوئیهٔ ۱۹۹۰) یک ورزشکار دو و میدانی اهل آلمان است. او در رشته پرتاب وزنه (به انگلیسی: Shot Put) تخصص دارد. او در جام جهانی جوانان دارنده مدال طلا می‌باشد. او رکورد جهانی جوانان را در پرتاب وزنه ۶ کیلوگرمی به میزان ۲۲٫۷۲ متر را داراست. وی دارنده مدال نقره المپیک تابستانی ۲۰۱۲ م می‌باشد.